# کالوتاری
کالوتاری (به لاتین: Kalutara Divisional Secretariat) یک منطقهٔ مسکونی در سری‌لانکا است که در ناحیه کالوتارا واقع شده‌است.